# Selina Menzel
Selina Menzel (* 19. Juni 1998) ist eine deutsche Fußballschiedsrichterin.

## Leben
Menzel machte 2011 ihrer Schiedsrichterlizenz bei Schiedsrichter-Vereinigung Karlsruhe. Seit 2016 ist sie DFB-Schiedsrichterin, seit 2017 pfeift sie in der 2. Bundesliga der Frauen. Ebenfalls seit 2017 wird sie als Schiedsrichter-Assistentin in der Frauen-Bundesliga eingesetzt. Am 21. Oktober 2023 leitete Menzel ihre erste Partie in der Bundesliga als Schiedsrichterin in der mit dem Spiel SC Freiburg gegen den 1. FC Nürnberg (0:2). Zur Saison 2024/25 stieg Menzel auch fest in den Kader der Bundesliga-Schiedsrichterinnen auf.
Bei den Männern pfeift Menzel in der Oberliga Baden-Württemberg.